# Louis Bloemarts
Auguste Louis Guillaume Hubert (Louis) Bloemarts (Weert, 28 november 1801 – Weert, 14 augustus 1865) was een Limburgs notaris en politicus.
Louis Bloemarts was de zoon van Marceau Albert Bloemarts en zijn vrouw Jeanne Jacqueline Martens en begon in 1824 als notaris in de stad Weert. Hij was gemeentesecretaris van rondom 1824 tot de afscheiding van België van het Koninkrijk der Nederlanden in 1830, toen Limburg voor enige jaren onderdeel uitmaakte van het Koninkrijk België. Hoewel Bloemarts aanbood aan het nieuwe gezag om zijn functie voort te zetten, werd hierop geen prijs gesteld. Nadat in 1839 Limburg een hertogdom werd in personele unie met het Koninkrijk der Nederlanden, bood hij wederom zijn diensten aan, en werd hij benoemd tot burgemeester van het stadje. Hoewel hij notaris was, een ambt dat onverenigbaar was met het ambt van burgemeester, werd hem dispensatie verleend.
In 1849 werd Bloemarts door de gouverneur voorgedragen tot herbenoeming, maar in eerste instantie werd dit voorstel door minister van Binnenlandse Zaken De Kempenaer afgewezen omdat hij geen dispensatie wilde verlenen. Na verder onderzoek kwam de gouverneur uiteindelijk tot de conclusie dat de alleenstaande notaris de enige serieuze beschikbare kandidaat was, ondanks een ander advies van de kantonrechter die wees op de weerstand binnen de gemeenschap, en adviseerde hij nogmaals aan de minister om Bloemarts te benoemen. Hierbij speelde ook het feit dat Bloemarts een tegenstander was van de toen actieve en populaire Limburgse afscheidingsbeweging een rol. Na overleg met zijn collega van Justitie Donker Curtius verleende hij uiteindelijk toch dispensatie en benoemde hem tot burgemeester.
Naast zijn burgemeesterschap was hij ook lid van de Staten van Limburg (eerst van de Staten van het hertogdom, en na inlijving in het Koninkrijk in 1850 van de Provinciale Staten). Dit met een korte onderbreking in 1848, toen hij in de Dubbele Kamer werd gekozen als buitengewoon lid van de Tweede Kamer der Staten-Generaal ten behoeve van de goedkeuring van de (liberale) grondwetswijziging van 1848. Bij deze herziening stemde hij voor alle voorstellen. Van 1841 tot 1865 was hij tevens kantonrechter-plaatsvervanger.
In 1861 trouwde Bloemarts met Elisabeth Johanna van der Heijden, in 1863 werd hem eervol ontslag verleend, en in 1865 overleed Bloemarts uiteindelijk kinderloos. Bloemarts is benoemd tot Ridder in de Orde van de Nederlandse Leeuw.